# Жоао Карлош дош Сантош
Жоао Карлош дош Сантош е бивш бразилски футболист. Играл е като Защитник.

## Национален отбор
Записал е и 10 мача за националния отбор на Бразилия. Играе за националния отбор на Бразилия през 1999 г. за „Копа Америка“ в Парагвай.
| Бразилия | Бразилия | Бразилия |
| Година   | Мачове   | Голове   |
| -------- | -------- | -------- |
| 1999     | 10       | 1        |
| Общо     | 10       | 1        |